# Movimiento sinarquista
La Unión Nacional Sinarquista o Movimiento Nacional Sinarquista (UNS), es un movimiento político, social y cultural mexicano fundado en mayo de 1937 en la localidad mexicana de León, Guanajuato. Inspirado en las luchas sociales de laicos católicos que ya desde principios de siglo promovían cooperativas, sindicatos agrícolas y obreros. El sinarquismo en la actualidad se conoce como un "movimiento Político, Social y Cultural, que quiere una sociedad con armonía, con equilibrio, con una autoridad legítima emanada de la libre actividad democrática del Pueblo (...) y que marca el principio o inicio de una nueva historia". Doctrinalmente propugna un nacionalismo tercerposicionista. 
En la conformación ideológica del sinarquismo es posible encontrar elementos tomados de la doctrina social de la Iglesia católica, de la filosofía social de Émile Durkheim, así como elementos de un nacionalismo y regionalismo que critica al neoliberalismo en México, a las políticas autoritarias y corporativistas de los gobiernos del Partido Revolucionario Institucional, así como la solución dada por éstos a la relación Estado-Iglesia, también rechaza la filosofía política y la economía política del marxismo y el capitalismo.

## Antecedentes
Enfatizar aquí orígenes agrarios y proletarios durante el porfiriato y su relación con el desarrollo del programa del catolicismo social como lo plantea León XIII en Rerum Novarum, así como la manera en que las condiciones generadas por el porfiriato hicieron posible la difusión de los ideales del catolicismo social y la integración de una red de grupos, mutuales y sindicatos que darían vida, al finalizar el porfiriato, al Partido Católico Nacional (1911-1913).
El PCN postuló junto con otros partidos a Francisco I. Madero como candidato a la presidencia de México y a pesar de ser atacado por algunos gobernantes locales, logró reunir a casi medio millón de militantes y llevar al congreso a 4 senadores, 29 diputados y ganar la gubernatura en Jalisco, México, Querétaro y Zacatecas. En Chiapas, Puebla y Michoacán no fueron respetados sus triunfos electorales y en Guanajuato reconoció su derrota. 
Después del golpe de Estado, Victoriano Huerta disolvió al PCN y mando encarcelar a sus principales dirigentes como Gabriel Fernández de Somellera y Enrique Zepeda que más tarde fueron desterrados. 
Esto selló el destino del PCN que sería proscrito por los jefes de la Revolución que, finalmente, los excluirían de la Convención Constituyente de 1917.
Vincular con las políticas en materia de relación Estado-Iglesia y las políticas laborales y agrarias de los gobiernos de Venustiano Carranza y Álvaro Obregón y, finalmente, con la emergencia del conflicto cristero de 1926-9 y la doble derrota de los cristeros. En un sentido militar, frente a las tropas del Gobierno Federal de México y, en otro, religioso frente a los jerarcas católicos de México, Estados Unidos y la Santa Sede que desautorizaron y minaron su capacidad de organización y operación militar.

## Fundación y apogeo
Enfatizar aquí el contexto en el que el sinarquismo surge: la derrota de José Vasconcelos como resultado de un fraude en las Elecciones extraordinarias de 1929; la emergencia del Partido Nacional Revolucionario y su posterior mutación en el Partido de la Revolución Mexicana, El PNR oficial, tenía una organización con una clara estructura corporativa, que chocaba con la propuesta del Movimiento Sinarquista, que en su Manifiesto Fundacional, y en los primeros textos, hablaba de un comunitarismo o cooperativismo, o bien, reclamaba la participación popular: "queremos una sociedad regida por una autoridad legítima, emanada de la libre actividad democrática del Pueblo" Ciertamente, el Movimiento Sinarquista se vio influido por los movimientos sociales y políticos en boga, en sus aspectos exteriores, como las marchas milicianas, los uniformes y el saludo, sin embargo, su nacionalismo siempre tuvo un enfoque diferente a los grandes movimientos nacionalistas europeos nacional-socialista de Alemania, Fascista de Italia y otras organizaciones políticas de Europa y América.[cita requerida]
Entre sus más conocidas aportaciones históricas están: Sus movimientos cooperativistas, de organizaciones campesinas, sindicalistas, por la defensa de las Comunidades Indígenas. 
Narrar también su controvertido papel en el proyecto Colonia María Auxiliadora para poblar y defender la península de Baja California de posibles invasiones militares de Japón o Estados Unidos en el contexto de la Segunda Guerra Mundial, así como su participación en procesos electorales durante las décadas de 1940 y 1950.

## Años de crisis
Presentar el escándalo causado por el episodio del encapuchamiento de la estatua de Benito Juárez en el Hemiciclo de la Ciudad de México, el 19 de diciembre de 1948. Narrar la proscripción de la UNS y su brazo político, el Partido Fuerza Popular, de las contiendas político-electorales.

## Resurgimiento y nuevo ocaso
Referir la manera en que, en el contexto de la así llamada "apertura política" impulsada por la administración de Luis Echeverría Álvarez, la UNS estuvo en condiciones de volver a participar en los procesos electorales.
Referir la creación del Partido Demócrata Mexicano como brazo electoral de la UNS y los problemas que enfrentó durante las elecciones de 1988* y la subsecuente pérdida del registro electoral, los esfuerzos para recuperarlo y el intento de crear la Unión Nacional Opositora como frente amplio de organizaciones con una ideología similar que, de cualquier modo, se enfrenta a la hegemonía del Partido Acción Nacional y el Revolucionario Institucional sobre el sector del mercado electoral en el que la UNS trata de incidir. Lo cual demostró ser un rotundo fracaso, pues la mayoría de militantes del Sinarquismo, participaban en organizaciones sociales y populares como las uniones estatales de colonos y usuarios, la unión nacional de trabajadores del campo, los grupos sindicalistas, entre otros, que definitivamente, chocaban con la mentalidad liberal y elitista de algunos dirigentes que simpatizaban con el PAN. Provocando una crisis en el Movimiento. 
- Se hizo público, que al consumarse el fraude electoral por parte del Régimen al candidato opositor Cuauthemoc Cárdenas (FDN), Salinas de Gortari, candidato del oficialista PRI, ofreció al PDM darle curules en el Congreso de la Unión, siempre y cuando, aceptaran los dirigentes pedemistas convalidar las elecciones como legales. Si se negaban, entonces el PDM perdería el registro. Y esto fue lo que sucedió. Los líderes del PDM - Sinarquismo, que decidieron no aceptar el fraude electoral fueron: Gumersindo Magaña Negrete ( Candidato del PDM), González Gollaz y los órganos colegiados convocados.

## El sinarquismo en la actualidad
Actualmente, existen 3 tendencias de origen sinárquico:
1. Un grupo más o menos amplio que decidió unirse al gobernante PAN, después de haber creado en 1999 al PAS y postular como Candidato a Cuauthemoc Cárdenas. Cercanos también a Victor Glez Torres ("Dr. Simi"). Esta tendencia es social-democrática. Cuenta con un grupo en DF y otro en Guanajuato. Es difícil definirlos pues a veces aparecen en un bloque ideológico y otras en otro.
2. La tendencia conocida como "civico-religiosa" quedó completamente desprestigiada por su cerrazón, ignorancia y poco sentido común. Además, los únicos que asumían su pertenencia a este grupo eran casi todos, familiares de Santacruz y unos pocos más. Prácticamente ha desaparecido.
3. La Tercera Vertiente es el Movimiento Nacional Sinarquista. De tendencia nacionalista, democrática, popular y social-comunitaria. Se define como Movimiento Político, social y cultural. Cuenta aproximadamente con 30,000 afiliados entre cooperativistas, promotores, militantes, colectivos culturales, grupos de acción política, grupos de trabajo cultural, de promoción de economía solidaria.

Esta tendencia muy parecida al nacionalismo revolucionario ha creado asociaciones civiles para desarrollar un intenso trabajo de gestión y apoyo a grupos campesinos, indígenas, vecinales en barrios populares, creando centros culturales con un énfasis en la construcción de la mexicanidad, del arte y la "búsqueda de la Trascendencia". 
Su apertura a la espiritualidad sigue la línea de los Fundadores José Antonio Urquiza y Juan Ignacio Padilla. Ambos veían la espiritualidad como la esencia de lo humano, lo que motiva y da sentido a la existencia. Su formación filosófica y en el caso de Padilla, teológica, le permitía tener una profunda religiosidad muy sensible a la problemática social y comunitaria. 
En ese sentido, organizan talleres, cursos, jornadas de trabajo. Practican el senderismo, excursiones, visitas a antiguos centros ceremoniales. 
El eje de su trabajo lo catalogan como Proyectos Integrales Comunitarios.
En un estudio serio sobre el sinarquismo actual, se deben estudiar estas tres vertientes, pues no hay relación entre ellas. Fuera del nombre "sinarquista". Mucha de la confusión actual es por eso. 
El sinarquismo de línea crítica, autogestionaria, está tomando cada vez más protagonismo y parece que sus postulados son cada vez más tomados en cuenta por intelectuales, organizaciones populares y ciudadanos en general que buscan una postura alternativa. No son partido y según sus documentos, no piensan crear uno, pero hablan de construir un poder político basado en la comunidad autogestiva.